# 청일수호조규

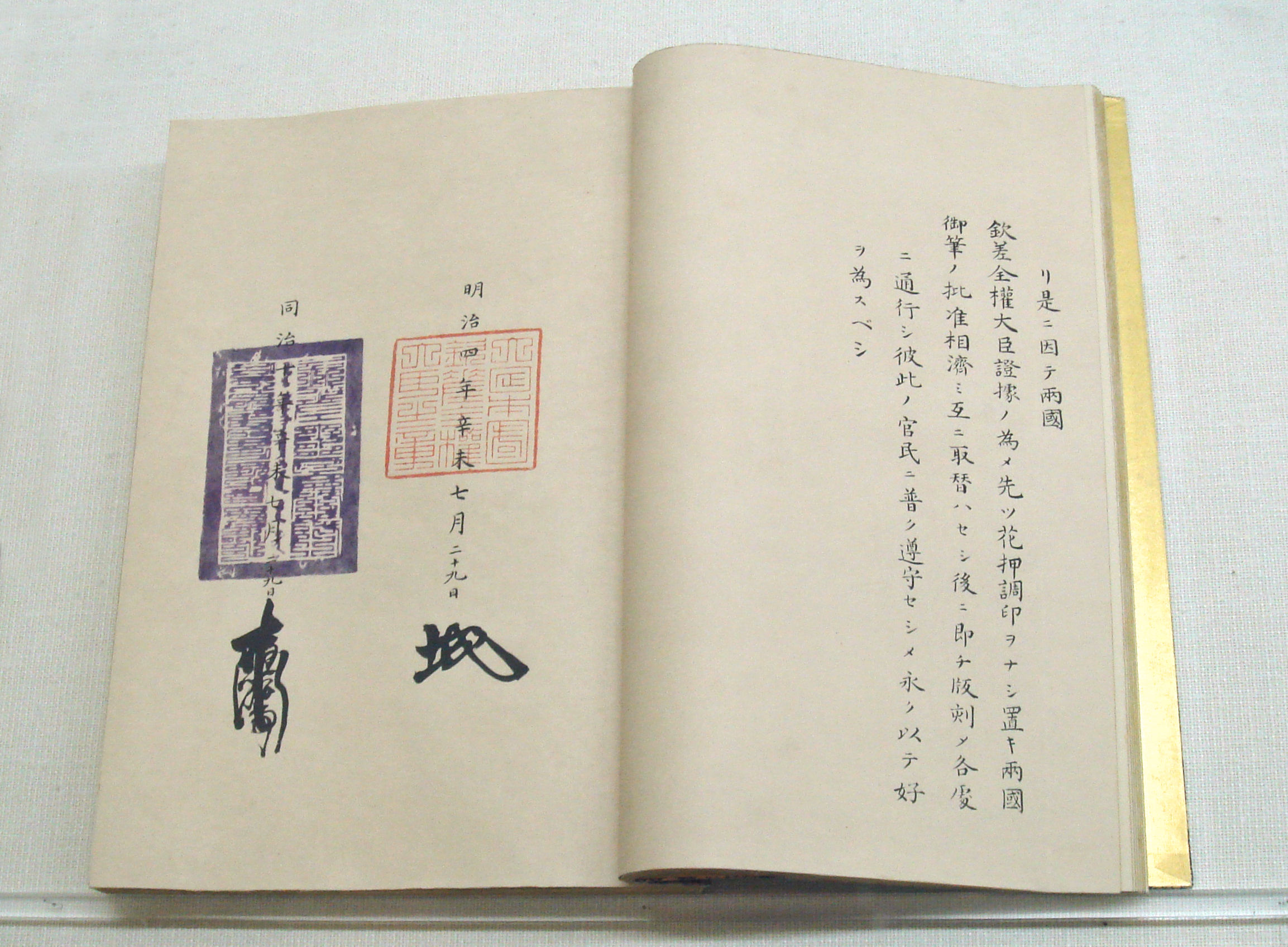
청일 두 나라의 국새와 대사의 서명이 표시되어 있다.

청일수호조약(清日修好条規)은 1871년 9월 13일에 청나라 톈진에서 일본과 청나라 사이에서 처음으로 맺어진 대등한 조약이다. 일본 측 대사는 재무대신 다테 무네나리, 청나라 측 대사는 직례총독 이홍장이었다.

## 개요
조선과의 국교 문제가 좌초되고 있는 가운데 청나라와의 국교 체결을 우선시해야한다는 생각에서 1870년 7월 27일 야나기와라 사키미츠, 하나부사 요시모토를 파견해 예비 협상을 통해 이어 정규 대사로 다테가 보내졌고, 부사가 된 야나기하라와 함께 막바지 협상을 진행했다. 평등 조약이었지만 그 내용은 양국이 함께 구미에서 강요했다 불평등 조약의 내용을 상호 인정할 정도로 매우 특이한 내용이었다. 청일 전쟁 발발 전까지 그 효력이 계속되었다.

## 내용
내용은 다음과 같은 것이 있었다.
- 양국은 서로의 ‘영토’에 ‘국경 침범’ 자제 (제1조)
- 외교 사절의 교환과 영사를 상호 주재하게 한다 (제4조, 제8조)
- 양국의 협상은 한문을 사용하며, 일문을 이용할 때 한문을 추가한다.(제6조)
- 제한적인 영사 재판권을 상호 인정한다.(제8조, 제9조, 제13조)
- 양국의 개항장에서는 도검의 휴대를 금지한다. (제11조)
- 통상 관계에 대해서는 구미 열강에 준하는 대우(최혜국 대우, 협정 관세율)를 서로 인정한다.

## 비준
이 협약의 특이성에서 당시 동양에 진출했던 주요 구미 열강의 군사 동맹의 밀약 의혹을 갖게 한 것이나 영사 재판권의 존재 등에 대한 문제점으로 비준이 지연되었지만, 마리아루스 호 사건과 류큐 어용 선박의 대만 표착 사건의 영향으로 비준의 필요성이 높아지면서 일련의 사건을 마무리 짓기 위해 청나라를 방문한 외무경 소에지마 다네오미에 의해 1873년 4월 30일 비준서가 교환되어, 발효되었다.